# Strothbach
Der fünf Kilometer lange Strothbach ist ein orografisch linkes Nebengewässer der Dalke in Nordrhein-Westfalen in Deutschland.

## Flussverlauf
Der Strothbach entspringt in einer Höhe von 131 m ü. NHN im Norden des Bielefelder Stadtteils Dalbke. Die eigentliche Quelle wird heute nicht mehr offen geführt, da das Gewässer nach der Entstehung eines Neubaugebietes auf den ersten Metern seiner Fließstrecke verdolt wurde. Daher tritt der Strothbach am nördlichen Rand der neu entstandenen Siedlung aus einem Rohr zu Tage und fließt der Abflachung des Teutoburger Waldes folgend in südwestliche Richtung ab.
Der Strothbach führt daraufhin nördlich am Dalbker Industriegebiet vorbei und passiert das knapp 2,6 Hektar große Naturschutzgebiet Eichen-Buchenwald Strothbach. Hierbei handelt es sich um einen naturnahen Laubwald mit Altholzbeständen, der aufgrund seiner Bedeutung für baumhöhlenbewohnende Arten im Jahre 1993 als Schutzfläche ausgewiesen wurde.
Anschließend unterquert das Gewässer zunächst die Bundesautobahn 33, übertritt daraufhin die Stadtgrenze von Schloss Holte-Stukenbrock und verläuft ab hier durch parklandschaftlich geprägte Flächen. Nördlich von Sende übertritt der Strothbach nochmals auf einigen Metern die Bielefelder Stadtgrenze und gelangt daraufhin in das Stadtgebiet von Verl. Unweit von Verls nördlichstem Punkt mündet der Bach schließlich linksseitig in die Dalke.
Das Gewässer überwindet während seiner Fließstrecke einen Höhenunterschied von 32 Metern, somit ergibt sich ein mittleres Sohlgefälle von 6,5 ‰.

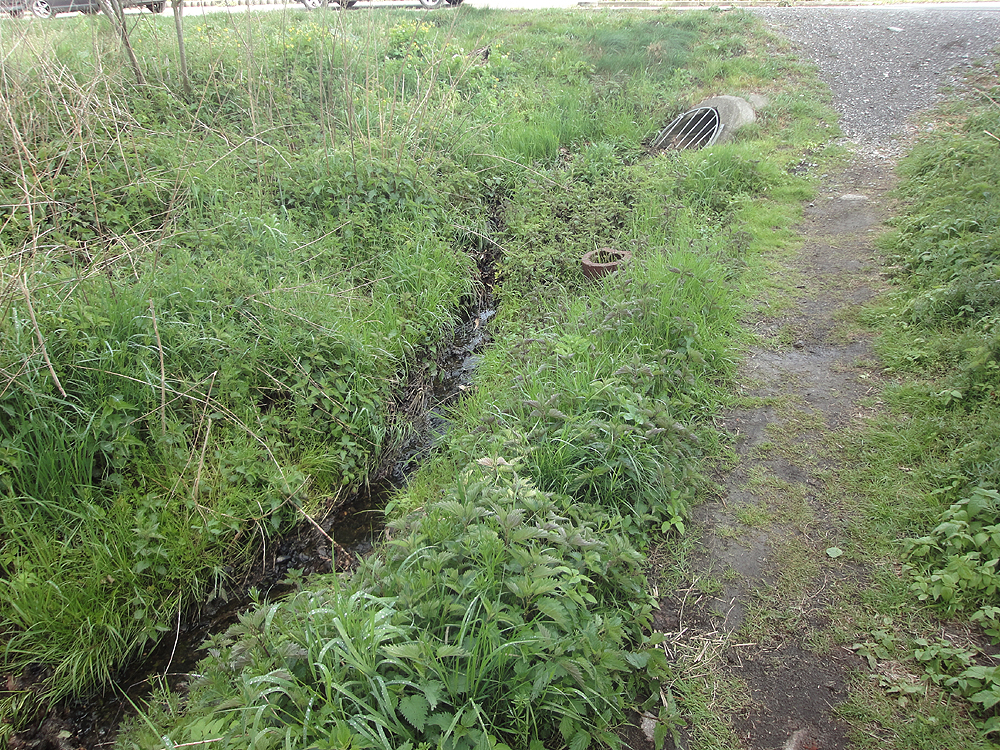
Quellaustritt bei Dalbke

## Umwelt
Der Strothbach wird während seines Verlaufes auf Bielefelder Stadtgebiet der Gewässergüteklasse II zugerechnet und gilt somit dort als „mäßig belastet“. Ab dem Übertritt in den Kreis Gütersloh gilt jedoch die Güteklasse II-III und damit eine kritische Belastung.

## Etymologie
Die in der Region häufige Bezeichnung „Stroth“ verweist auf eine ehemals vorhandene sumpfige Niederung, die erst im Laufe der menschlichen Besiedlung entwässert und zu einer Grünlandaue umgestaltet wurde.